# René Steinke
René Dan Steinke (ur. 16 listopada 1963 w Berlinie) – niemiecki aktor telewizyjny i filmowy.

## Życiorys
Urodził się w Berlinie jako syn Elterna Bodo i Mariny, początkowo pracował w zespole ratowniczym karetki pogotowia. Mając 15 lat dołączył do zespołu Berliner Rundfunk, prezentując programy radiowe, a także dubbingował różne produkcje telewizyjne i kinowe, takie jak produkcja BBC Książę i żebrak w DEFA Studio.
Zadebiutował na kinowym ekranie w dramacie Przesłuchanie świadków (Vernehmung der Zeugen, 1987). W latach 1989–93 studiował aktorstwo w Hochschule für Schauspielkunst 'Ernst Busch' (HFS) w Berlinie. W latach 1993–95 występował w teatrze Volksbühne w Berlinie, w tragedii szekspirowskiej Otello jako wierny porucznik Cassio, Róża Luksemburg, Borys Godunow jako Andriej Kurbski czy Dobry człowiek z Seczuanu Bertolda Brechta jako Jang Sun, bezrobotny lotnik.
Pojawił się w jednym z odcinków serialu ARD Telefon 110 (Polizeiruf 110, 1997). W 1999 roku, po odejściu André Fuxa (Mark Keller), został zaangażowany do roli komisarza Toma Kranicha, sympatycznego policjanta mającego dużo pomysłów i posiadającego ogromną sprawność fizyczną, który ze swoim partnerem Semirem (Erdoğan Atalay) przeżywa wiele ciekawych i zarazem niebezpiecznych przygód w serialu RTL Kobra – oddział specjalny (Alarm für Cobra 11) w latach 1999 - 2003 i 2005 - 2007.
Grał główne role w różnych produkcjach telewizyjnych, takich jak Traumprinz in Farbe czy Panna młoda ze stacji benzynowej (Die Braut von der Tankstelle). W 13-częściowej produkcji Sat.1 Plötzlich Papa: Einspruch abgelehnt! (2008) był tytułowym charyzmatycznym i mądrym adwokatem Alexandrem Degenem. W serialu Danni Lowinski (2013–2014) grał wiodącą rolę prokuratora Augusta von Grüna. 
Wystąpił też na scenie Komödie Winterhuder Fährhaus w Hamburg w spektaklach: Podwójny akt (Doppelfehler, 2014), Paarungen (2015) jako Freund Stephan, Das Abschiedsdinner (2016–2017) i Im Sommer wohnt er unten (2017) z Fabianem Harloffem.

## Filmografia
- 1987: Przesłuchanie świadków (Vernehmung der Zeugen) jako Max
- 1994: Wachta (Die Wache) jako Markus Weck
- 1994: Imken, Anna und Maria oder Besuch aus der Zone jako Zister
- 1995: Nikolaikirche
- 1997: Telefon 110 (Polizeiruf 110 - Heißkalte Liebe)
- 1997: Seitensprung in den Tod
- 1997: Eine Familie zum Küssen jako dr Lüters
- 1998: Ich liebe eine Hure jako Rudi
- 1999–2003, 2005–2007: Kobra – oddział specjalny (Alarm für Cobra 11 - Die Autobahnpolizei) jako Tom Kranich
- 2003: Traumprinz in Farbe jako Ben Ivaldi
- 2003: Kobra – oddział specjalny (Alarm für Cobra 11 - Einsatz für Team 2: Countdown auf der Todesbrücke) jako Tom Kranich
- 2004: Der Ferienarzt... in der Wachau jako dr Ben Berger
- 2004: Barbara Wood: Lockruf der Vergangenheit jako Colin
- 2005: Zakochana księżniczka (Eine Prinzessin zum Verlieben) jako Luk
- 2005: Die Braut von der Tankstelle jako Felix
- 2006: Pastewka jako Jo
- 2007: Pastewka jako Jo
- 2008: Plötzlich Papa - Einspruch abgelehnt! jako Alexander Degen / Alexander Kraft
- 2010: SOKO Köln jako dr Henry Herbst
- 2011: Notruf Hafenkante jako Volker Engelhardt
- 2011: SOKO Leipzig jako Viktor Angermann
- 2011: Küstenwache jako Torge Ahrenfeld
- 2012: Ostatni gliniarz (Der Letzte Bulle) jako Niklas Hold
- 2012: Pastewka jako Jo
- 2013: SOKO München jako Tim Küppers
- 2013–2014: Danni Lowinski jako August von Grün
- 2015: Josephine Klick - Allein unter Cops jako Simon Bobek
- 2017: Der Staatsanwalt jako Wolf Steininger
- 2018: Die Eifelpraxis jako Henning